# Heinz Martin Werhahn
Heinz Martin Werhahn (* 27. August 1921 in Goch; 12. Dezember 2000) war ein deutscher Paläograf, Historiker und Bibliothekar.

## Wirken
Heinz Martin Werhahn studierte Klassische Philologie, Geschichte und Katholische Theologie an der Universität Bonn. Dort legte er 1951 das Staatsexamen ab und promovierte im gleichen Jahr. Ebenfalls 1951 trat er als Bibliotheksreferendar an der Universitätsbibliothek Bonn in die Ausbildung für den höheren Bibliotheksdienst ein und legte 1953 die Fachprüfung am Bibliothekar-Lehrinstitut des Landes Nordrhein-Westfalen ab. Kurze Zeit war er als wissenschaftlicher Assistent und Lehrbeauftragter am Philologischen Seminar der Universität Bonn tätig. 1954 trat er als Bibliothekar in den Dienst an der Universitätsbibliothek Heidelberg, wo er bis 1965 arbeitete. Im Jahre 1965 wurde er Direktor der Stadtbibliothek Aachen, die er bis 1978 leitete. Im Nebenamt war er außerdem Leiter der staatlichen Büchereistelle für den Regierungsbezirk Aachen.
Als klassischer Philologe beschäftigte sich Werhahn vor allem mit Gregor von Nazianz.

## Schriften
- Gregorii Nazianzeni Synkrisis biōn (= Klassisch-philologische Studien, Bd. 15). Harrassowitz, Wiesbaden 1953 (Dissertation Universität Bonn).
- Die Bücher des Dr. Peter Rinck. In: Hermann Corsten (Hrsg.): Kölner Schule. Festgabe zum 60. Geburtstag von Rudolf Juchhoff ; gewidmet von den im Bibliothekar-Lehrinst. in Köln ausgebildeten wissenschaftlichen Bibliothekaren der Jahrgänge 1951–1954 (= Arbeiten aus dem Bibliothekar-Lehrinstitut des Landes Nordrhein-Westfalen, Bd. 7). Greven, Köln 1955, S. 181–188.
- Karl Preisendanz zum 80. Geburtstag. In: Heidelberger Jahrbücher, Bd. 7 (1963), S. 168–183.
- Spätkarolingische Wandmalereien in Reichenau-Oberzell. In: Siegfried Joost (Hrsg.): Bibliotheca docet. Festgabe für Carl Wehmer. Verlag der Erasmus-Buchhandlung, Amsterdam 1963, S. 335–354.
- Statistische Beobachtungen zu den Leihverkehrsbestellungen einer Universitätsbibliothek. In: Bibliothek und Wissenschaft, Bd. 2 (1965), S. 204–220.
- Dubia und Spuria unter den Gedichten Gregors von Nazianz. In: Studia patristica, Bd. 7 (1966), S. 337–447.
- Bibliotheken in Aachen. In: Mitteilungsblatt / Verband der Bibliotheken des Landes Nordrhein-Westfalen, Bd. 17 (1967), S. 247–264.
- Die Bestellung von Dissertationen im Leihverkehr. In: Ernst Zunker (Hrsg.): Der Leihverkehr in der Bundesrepublik Deutschland (= Zeitschrift für Bibliothekswesen und Bibliographie, Sonderhefte, Bd. 8). Klostermann, Frankfurt/M. 1968, S. 54–61.
- Aachen, Stadtbibliothek. In: Wilhelm Totok (Hrsg.): Regionalbibliotheken in der Bundesrepublik Deutschland (= Zeitschrift für Bibliothekswesen und Bibliographie, Sonderhefte, Bd. 11). Klostermann, Frankfurt/M. 1971, S. 111–115.
- Gisbert Kranz – das Werk. Einführung, Kritik, Bibliographie. Mayer, Aachen 1971.
- Leihverkehr der Bibliotheken (= Bibliotheksdienst, Beiheft, Bd. 70). Deutscher Büchereiverband, Berlin 1971.
- Öffentliche Bibliotheken und Wissenschaft. Zum Bestandsaufbau kommunaler Bibliotheken. In: Hedwig Bieber (Hrsg.): Stadtbibliothek und Regionalbibliographie. Festschrift für Hans Moritz Meyer. Deutscher Bibliotheksverband, Berlin 1975, S. 69–84.
- Friedrich von der Trenck und die Aachener Publizistik in den Jahren 1773 bis 1775. In: Zeitschrift des Aachener Geschichtsvereins, Bd. 84/85 (1977/1978), S. 853–874.
- Karl F. Kohlenberg. Leben, Werk, Wirkung. Verlag City-Print, Aachen 1982, ISBN 3-88817-000-1.
- Ein Fragment einer unbekannten griechischen Genesis-Homilie (zu Gen. III: "Fragmentum Marcianum"=Marc.gr. 82, fol. 1–2). In: Zeitschrift für Kirchengeschichte, Bd. 93 (1982), S. 345–351.
- Von Bücher und Bibliotheken in Dortmund. In: Beiträge zur Geschichte Dortmunds und der Grafschaft Mark, Bd. 74/75 (1982/83), S. 391–396.
- Bildgedichte unter Thomas Mores lateinischen Epigrammen. In: Jahrbuch / Thomas-Morus-Gesellschaft, Bd. 94 (1983), S. 131–167.
- (Mitarb.): Winfried Höllger / Die handschriftliche Überlieferung der Gedichte Gregors von Nazianz. Bd. 1: Die Gedichtgruppen XX und XI (= Studien zur Geschichte und Kultur des Altertums, Reihe 2, Bd. 3). Schöningh, Paderborn 1985, ISBN 3-506-79003-X.
- (Übers.): Thomas Morus / Epigramme. Werhahn, Langerwehe 1988.
- (Hrsg. u. Übers.): Theresias. Szenen aus dem Österreichischen Erbfolgekrieg 1741–1745; Epos eines unbekannten Lothringers in neun Büchern; lateinisch und deutsch. Neusser Druck und Verlag, Neuss 1995, ISBN 3-923607-15-6.
- Hymnarium Aquense. Ein bisher unbekanntes Mainzer Hymnar aus der Fragmentsammlung Stephan Beißel in der Öffentlichen Bibliothek der Stadt Aachen. In: Geschichte im Bistum Aachen, Bd. 3 (1996), S. 291–349.